# 如姬
如姬（？—？），魏安釐王的宠姬。其父被人所杀，她欲报仇，三年而不得，信陵君帮助她，派门客将其杀父仇人杀死。前260年—前258年，秦国在长平之战大胜后围攻赵国首都邯郸（邯郸之战）。信陵君想救赵国，请如姬盗得发兵的虎符，夺得大将晋鄙的兵权，之后亲自领兵击败秦军，解了赵国邯郸之围，史称“窃符救赵”。

## 影视形象
- 《东周列国战国篇》刘威葳 饰演 如姬
- 《虎符傳奇》杨幂 饰演 如姬